# Es war einmal…
Es war einmal… (v českém překladu Bylo, nebylo…) je název pozdně romantické opery rakouského skladatele Alexandra von Zemlinského.

## Historie
Operu Zemlinsky zkomponoval v letech 1897-99. Autorem libreta, které je adaptací německého překladu Marie von Borch k pohádkové hře Der var engang dánského autora Holgera Drachmanna, je Maximilian Singer.
Premiéra opery o třech jednáních s předehrou se konala 22. ledna 1900 ve Dvorní opeře ve Vídni pod vedením Gustava Mahlera se Selmou Kurzovou a Erikem Schmedesem v hlavních rolích. Mahler trval na četných změnách během zkoušek: závěrečná část prvního dějství byla přepracována a bylo implementováno několik střihů, včetně střední pasáže předehry. Po úspěšné premiéře následovalo dalších dvanácti provedení.
V roce 1912 provedl Zemlinsky další revize a v květnu téhož roku následovala uvedení v Mannheimu (pod vedením bývalého Zemlinského žáka Artura Bodanzkého) a v říjnu v pražském Novém německém divadle pod vedením autora.

## Obsah
Opera trvá asi 2,5 hodiny a odehrává se ve fiktivním pohádkovém světě v období vrcholného středověku

## Postavy a obsazení
| Role                                                                              | Typ hlasu | Premiérové obsazení 22. ledna 1900 (dirigent: Gustav Mahler) |
| --------------------------------------------------------------------------------- | --------- | ------------------------------------------------------------ |
| Král ilyrský                                                                      | bas       | Franz von Reichenberg                                        |
| Princezna Katrine, jeho dcera                                                     | soprán    | Selma Kurzová                                                |
| Princ nordlandský                                                                 | tenor     | Erik Schmedes                                                |
| Kaspar, jeho přítel a průvodce                                                    | baryton   | Vilém Heš                                                    |
| Nápadník princezny                                                                | tenor     | František Pácal                                              |
| První dvorní dáma                                                                 | soprán    | Jenny Pohlnerová                                             |
| Švýcarský gardista                                                                | baryton   | Arthur Preuß                                                 |
| Velitel stráže                                                                    | bas       | Ferdinand Marian                                             |
| Herold                                                                            | bas       | Benedikt Felix                                               |
| Student                                                                           | tenor     | Arthur Preuß                                                 |
| Dvorní dámy, kavalíři, služebnictvo, stráže, trhovci, studenti, měšťané a sedláci |           |                                                              |

## Instrumentace
- 3 flétny (2. a 3. zdvojená pikola), 3 hoboje (3. zdvojený anglický roh), 2 klarinety B/A, basklarinet, 3 fagoty (3. ad lib);
- 4 lesní rohy, 3 trubky, 3 pozouny, basová tuba ;
- tympány, perkuse (činely, basový buben, vířivý buben, triangl, zvonkohra), 2 harfy;
- smyčce
- za jevištěm: 2 pikoly, 2 lesní rohy, 4 trubky, trombón, tamburína, perkuse, sólové housle.

## Záznamy
Původní verze předehry, v níž byla obnovena 30taktová centrální sekce vynechaná v Mahlerových představeních, byla nahrána Českou filharmonií pod vedením Antonyho Beaumonta v roce 2001.